# Consolation
『Consolation』（コンソレーション）は、Kalafinaの4枚目のオリジナルアルバム。2013年3月20日にSME Recordsから発売された。

## 概要
前作『After Eden』から約1年6ヶ月ぶりのリリースとなるオリジナルアルバム。テーマは「原点回帰」で、初期の作風に5年間分のKalafinaの曲調を凝縮したようなつくりになっている。そのためデュエット曲が前作よりも多く収録されている。
初回生産限定盤A(DVD付き)、初回生産限定盤B(BD付き)、通常盤(CDのみ)の3種類の仕様で発売され、初回生産限定盤のDVD/BDには、「夢の大地」のPVおよび、2012年7月27日から29日までボンで開催されたAnimagiCの模様を収録したドキュメント映像が封入されている。なお本アルバムの発売を記念して、「Kalafina x cafe mandukaコラボカフェ」が3月18日から24日までの期間限定でオープンした。発売日である20日にはKalafinaメンバーが告知なしに入店し、客を驚かせた。

## 収録曲
（全作詞・作曲・編曲：梶浦由記）
1. al fine [1:47]
2. consolation [5:11]
タイトルの「consolation」は、慰めの意である[8]。
3. moonfesta〜ムーンフェスタ〜 [4:27]
NHK『みんなのうた』2012年6月 - 7月末度使用曲
11thシングル
4. Door [5:27]
5. 未来 [4:33]
アニメーション映画『劇場版 魔法少女まどか☆マギカ [前編] 始まりの物語』挿入歌
12thシングルのカップリング
6. 花束 [4:49]
7. signal [4:56]
8. obbligato [6:12]
9. 木苺の茂みに [3:15]
10. 満天 [5:12]
テレビアニメ『Fate/Zero 2ndシーズン』18話、第19話エンディングテーマ
10thシングルのカップリング
11. to the beginning [4:16]
テレビアニメ『Fate/Zero 2ndシーズン』オープニングテーマ
10thシングル
12. ひかりふる [4:53]
アニメーション映画『劇場版 魔法少女まどか☆マギカ [後編] 永遠の物語』主題歌
12thシングル
13. 夢の大地 [4:01]
NHK総合『歴史秘話ヒストリア』3rdエンディングテーマ（2013年1月～）

DVD（初回生産限定盤A） / Blu-ray Disc（初回生産限定盤B）
1. 夢の大地 Video Clip
2. AnimagiCドイツドキュメント映像